# شهرستان فردریک (ویرجینیا)
شهرستان فردریک، ویرجینیا (به انگلیسی: Frederick County, Virginia) یک سکونتگاه مسکونی در ایالات متحده آمریکا است که در ویرجینیا واقع شده‌است.

## خصوصیات
شهرستان فردریک ۱٬۰۷۷٫۴۴ کیلومترمربع مساحت دارد.